# Території Священної Римської імперії
Території Священної Римської імперії

## Найважливіші державні утворення
| Герб (символ) | Назва Роки в імперії (*де факто) | Підпорядкування Імперський округ з 1512 року ——— Столиця                                    | Сучасна країна (регіон)                                                | Коротка історична довідка |
| ------------- | --- | ------------------------------------------------------------------------------------------- | ---------------------------------------------------------------------- | --- |
|               | Німецьке королівство 962—1806 | *Безпосереднє підпорядкування імператору 1500—1512 королівство поділене на імперські округи | Німеччина Австрія Ліхтенштейн Люксембург Нідерланди Швейцарія Бельгія… | 843 утворення Східного Франкського королівства у результаті поділу Каролінзької імперії. 962 Оттон I утверджує імперію. Королівство стає її ядром. Спочатку складалося із племінних герцогств, які у процесі феодальної роздробленості розпалися на більш дрібні державні утворення. Королівство не мало ні чітких кордонів, ні окремих від імперських органів управління. Титул — король Німеччини (Римський король) належав імператору. 1806 королівство припинило своє існування, разом із СРІ. Правонаступником королівства став Німецький союз. |
|               | Італійське королівство 962—1648*(1801) | *Безпосереднє підпорядкування імператору ——— Павія 962—1024                                 | Італія Сан-Марино Монако Ватикан                                       | 774 Лангобардське королівство було приєднане до Каролінзької імперії. 962 СРІ починає свій відлік від завоювання Італійського королівства східно-франкським королем Оттоном I. Не мало чітких кордонів, умовно королівством вважалися землі імперії на південь від Альп. 1530 Карл V Габсбург останній імператор коронований, як король Італії. 1648 після Тридцятилітньої війни імператори фактично втратили контроль над Італією, проте не відмовилися від своїх претензій на володіння нею. 1801 Люневільський мир остаточно закріпив відмову імперії від Італійського королівства. У майбутньому його землі увійшли до складу об'єднаного Італійського королівства (1861—1946). |
|               | Бургундське (Арелатське) королівство 1032—1378 | *Безпосереднє підпорядкування імператору ——— Арль                                           | Франція (Прованс — Альпи — Лазурний Берег, Рона-Альпи) Швейцарія…      | 933 об'єднання Верхнього та Нижнього Бургундських королівств 1032 імператор СРІ Конрад II отримав королівство, як спадщину та включив його до складу імперії. 1361 імператор відокремлює Савойське графство зі складу королівства. 1378 імператор Карл IV передав королівство у володіння дофіну Франції. На його території утвердились більш дрібні феодальні держави, включно з Бургундським графством. |
|               | Богемське (Чеське) королівство 1198—1806 ——— Богемське герцогство (Чеське князівство) 1002—1198                                                                 | ^Богемська (Чеська) корона ——— Прага                                                        | Чехія                                                                  | 1002 Генріх II взяв Чеське князівство під свій сюзеренітет. 1198 король Німеччини Філіпп Швабський визнає князя Оттокара королем Богемії. 1212 Золота сицилійська булла: Підтвердження титулу короля та отримання статусу курфюрста. 1356 Золота булла: Підтвердження статусу курфюрста. 1526 королівство підпадає під владу Габсбурзької монархії. 1806 після розпаду СРІ королівство залишається під владою Австрійської імперії Габсбургів. 1918 після закінчення Першої світової війни включене до складу новоутвореної Чехословацької республіки. |
|               | Прусське королівство 1701—1806 ——— Бранденбург-Пруссія 1618–1701 ——— Бранденбурзьке маркграфство 1157—1806 ——— Північна марка 962–1157                          | Верхньосаксонський округ ——— Берлін 1417—1806 Бранденбург                                   | Німеччина (Бранденбург, Берлін…)                                       | 936 король Східного Франкського королівства Генріх I Птахолов заснував на землях полабських слов'ян, з якими продовжували точитися безперервні війни, Північну марку. 1157 маркграф Північної марки Альбрехт Ведмідь переміг князя стодорян Ячка та захопив слов'янське місто-фортецю Бранібор, після чого проголосив себе маркграфом Бранденбургу. 1356 Золота булла: Надання маркграфу спадкового статусу курфюрста. 1618 персональна унія Бранденбургу та Прусського герцогства. 1701 проголошення королівства на підставі, того що Прусське герцогство знаходилося поза кордонами імперії. 1763 анексія Сілезьких князівств по завершенні серії воєн з австрійськими Габсбургами. 1806 після розпуску СРІ, королівство стало основою в побудові Німецької імперії. 1918 після ліквідації монархії у складі Веймарської республіки та Третього Рейху, як Вільна держава Пруссія.                                                                                      |
|               | Австрійське ерцгерцогство 1453—1804 ——— Австрійське герцогство 1156–1453 ——— Австрійське маркграфство 962–1156                                                  | Австрійський округ ——— Відень 1145—1804 Мельк                                               | Австрія Словенія…                                                      | 955 перемога німців у битві на річці Лех, створення Австрійського маркграфства у складі Баварського герцогства. 1156 Privilegium Minus, імператор Фрідріх I Барбаросса підняв статус Австрії до герцогства й відокремив від Баварії. 1278 битва під Дюрнкрутом, король Німеччини Рудольф I Габсбург одержав перемогу над королем Богемії Отокаром II у результаті якої отримав у володіння Австрійське герцогство. Австрія стала ядром володінь Габсбурзької монархії, а у подальшому Австрійської імперії. 1453 Фрідріх III Габсбург підняв титул герцога до ерцгерцога, який сам і отримав у 1457 році. Ерцгерцоги з невеликою перервою обіймали титул імператора СРІ. 1526 австрійські Габсбурги отримують Землі Богемської Корони разом з титулом короля та курфюрста Богемії. |
|               | Папська держава 962—1274 | ^Італійське королівство ——— Рим                                                             | Ватикан Італія (Лаціо…)                                                | 754 «Дар Піпіна». Король франків Піпін III Короткий відбив Равеннський екзархат у лангобардів, та передав його територію у володіння Папі Римському. 962 Входження до складу СРІ. Рим не був резиденцією імператорів СРІ, проте вважався сакральним центром імперії. Імператори мали титул Римського короля, навіть коли втратили владу над містом. 1274 Рудольф I Габсбург закріплює повну незалежність Папськοї держави. |
|               | Нідерландська республіка семи об'єднаних провінцій 1579—1648 ——— Голландське графство 962—1648                                                                  | Бургундський округ ——— Гаага*                                                               | Нідерланди…                                                            | 922 король Лотарингії Карл III Простакуватий надає феод Дірку I у західній Фризії. 1101 графство почало називатися Голландія. 1579 підписання Утрехтської уніії з метою протистояння іспанським Габсбургам, що володіли Нідерландами. 1581 Акт про урочисте зречення. 1648 після завершення Нідерландської революції та Тридцятилітньої війни республіка отримала повну незалежність. |
|               | Швейцарська конфедерація (стара) 1291—1648 (1499*) | *Безпосереднє підпорядкування імператору                                                    | Швейцарія…                                                             | Утворилась як союз 3-х лісових кантонів для протидії зазіханням феодалів. У подальшому до конфедерації приєднались інші кантони. 1499 після Швабської війни стала де-факто незалежною. 1648 після завершення Тридцятилітньої війни конфедерація отримала повну незалежність. |
|               | Тосканське велике герцогство 1569—1648* (1737—1801) ——— Флорентійське герцогство 1532–1569 ——— Флорентійська республіка 1115–1532 ——— Тосканська марка 962–1197 | ^Італійське королівство ——— Флоренція 1057–1801 Лукка 962–1057                              | Італія (Тоскана…)                                                      | 846 утворення Тосканської марки на місці Тусційського герцогства. 1115 після смерті маркрафині Матильди Тосканської фактична влада у Флоренції перейшла до міської комуни. ~ 1300 створення Флорентійської художньої школи, початок епохи Відродження. 1434 Козімо Медічі стає гонфалоньєром Флоренції перший правитель родини Медічі у Флоренції. 1532 після завершення війни Коньякської ліги республіку було ліквідовано, Алессандро Медічі було проголошено герцогом Флоренції. 1555 анексія Сієнської республіки. 1569 Папа Римський надає титул Великий флорентійському герцогу. 1576 імператор СРІ підтверджує титул. 1648 після завершення Тридцятилітньої війни імператори фактично втратили вплив, хоча у цій війні Тоскана воювала на боці імперії. 1737 велике герцогство підпадає під владу Габсбургів, але поза імперськими інституціями. 1801 Перша французька республіка анексує герцогство, а на його місці утворює маріонеточне Етрурське королівство. |
|               | Баварське курфюрство 1623—1806 ——— Баварське герцогство 962—1805                                                                                                | Баварський округ ——— Мюнхен 1505—1806 Регенсбург                                            | Німеччина (Баварія…)                                                   | Одне з первісних племінних герцогств, що утворили Німецьке королівство. 1328-1347 герцог Людвіг Баварський обіймає титул імператора СРІ. 1623 імператор СРІ Фердинанд II передав Верхній Пфальц і статус курфюрста герцогу Баварії Максиміліану I, що були відібрані у Фрідріха V Пфальцького. 1806 після розпуску СРІ було проголошене Баварське королівство. |
|               | Саксонське курфюрство 1356—1806 ——— Саксен-Віттенберзьке герцогство 1296–1423                                                                                   | Верхньосаксонський округ ——— Дрезден 1547—1806 Віттенберг                                   | Німеччина (Саксонія, Саксонія-Ангальт…)                                | 1356 герцог Саксен-Віттенберзький Рудольф I отримав статус курфюрста Саксонського. 1423 король Німеччини Сигізмунд Люксембург передав територію Саксен-Віттенберзького герцогства до Майсенського маркграфства, а його маркграф Фрідріх I став курфюрстом. 1697–1706, 1709—1763 персональна унія з Річчю Посполитою. Першим спільним правителем став Август II Фрідріх. 1806 після розпуску СРІ було проголошене Саксонське королівство. |
|               | Ганноверське курфюрство 1692—1806 ——— Брауншвейг-Люнебурзьке герцогство 1235–1806                                                                               | Нижньосаксонський округ ——— Ганновер 1692—1806 Брауншвейг, Люнебург                         | Німеччина (Нижня Саксонія…)                                            | 1235 відокремилось від Саксонського герцогства. Першим герцогом став Отто I. 1692 імператор Леопольд I Габсбург надав герцогу Брауншвейг-Люнебурзькому, князю Каленбергу Ернсту Августу статус курфюрста. 1708 рейхстаг імперії підтвердив надання. 1714 персональна унія з Великою Британією. Перший спільний правитель Георг I. 1806-1814 після розпуску СРІ на місці герцогства утворилися Ганноверське королівство та Брауншвейзьке герцогство. |
|               | Вюртемберзьке курфюрство 1803—1806 ——— Вюртемберзьке герцогство 1495–1803 ——— Вюртемберзьке графство 1083–1495                                                  | Швабський округ ——— Штутгарт                                                                | Німеччина (Баден-Вюртемберг (Штутгарт, Тюбінген…))                     | ~1083 Конрад I започатковує Вюртемберзький дім, у васальній залежності від Швабського герцогства. 1266-1268 герцог Швабії Конрадін заповідає свої швабські володіння графу Ульріху II. Графство стає незалежним від Швабського герцогства. 1495 імператор Максиміліан I надає спадковий титул герцога графу Ебергарду. 1519 Швабський союз виганяє герцога Ульріха, а саме герцогство продає імператору Карлу V Габсбургу. 1534 за результати битви біля Лауффена Ульріх повернув собі владу над герцогством, де згодом запровадив лютеранство. 1803 у процесі німецької медіатизації герцогство зазнало територіальних змін, а герцог Фрідріх II отримав статус курфюрста. 1806 після розпуску СРІ було проголошене Вюртемберзьке королівство. |

## Мапи імперії у різні періоди
|            |
| X століття |

|               |
| XIII століття |

|              |
| XIV століття |

|             |
| XV століття |

|               |
| XVII століття |

|                |
| XVIII століття |

- Зовнішнє відео: Мапа Західної Європи, рік за роком

## Терміни
- Королівство
- Імперський округ (нім. Reichskreis)
  - Курфюрство ()
    - Ерцгерцогство ()
      - Герцогство (нім. Herzogtum)
        - Ландграфство
          - Князівство (нім. Fürstentum)
            - Маркграфство (нім. Markgraftum)
              - Графство (нім. Grafschaft)
                - Панство (нім. Herrschaft)
                  - Імперський маєток (нім. Reichsstand)
- Імперське абатство (нім. Reichsabteien, Reichsabt)
- Імперське місто (нім. Reichsstadt)
- Князівство-єпископство (нім. Hochstift)
- Союзна земля (Zugewandter Ort, Eidgenössischer Ort)

## A
| № | Українською        | Німецькою           | Тип                                               | Країна    | Регіон                        | Існування |
| - | ------------------ | ------------------- | ------------------------------------------------- | --------- | ----------------------------- | --------- |
|   | Аах                | Aach                | Панство                                           | Німеччина | Баден-Вюртемберг              | 1100—1805 |
|   | Аахен              | Aachen              | Імперське місто                                   | Німеччина | Північний Рейн-Вестфалія      | 1000—1800 |
|   | Аален              | Aalen               | Імперське місто                                   | Німеччина | Баден-Вюртемберг              | 1000—1800 |
|   | Аалст              | Aalst               | Графство                                          | Бельгія   | Східна Фландрія               | 1000—1800 |
|   | Аарберг            | Aarberg             | Графство                                          | Швейцарія | Берн, кантон                  | 1000—1800 |
|   | Ааргау             | Aargau              | Графство                                          | Швейцарія | Ааргау, кантон                | 1000—1800 |
|   | Абенберг           | Abenberg            | Графство                                          | Німеччина | Баварія                       | 1000—1800 |
|   | Абенсберг          | Abensberg           | Графство                                          | Німеччина | Баварія                       | 1000—1800 |
|   | Альтена            | Altena              | Графство                                          | Німеччина | Північний Рейн-Вестфалія      | 1161—1262 |
|   | Альтенберг         | Altenberg           | Імперське абатство                                | Німеччина | Гессен                        | 1000—1800 |
|   | Андехс             | Andechs             | Графство                                          | Німеччина | Баварія                       | 1000—1800 |
|   | Ангальт            | Anhalt              | Графство, Князівство                              | Німеччина | Саксонія-Ангальт              | 1000—1800 |
|   | Ангальт-Ашерслебен | Anhalt-Aschersleben | Графство, Князівство                              | Німеччина | Саксонія-Ангальт              | 1000—1800 |
|   | Ангальт-Бернбург   | Anhalt-Bernburg     | Графство, Князівство, Герцогство                  | Німеччина | Саксонія-Ангальт              | 1000—1800 |
|   | Ангальт-Дессау     | Anhalt-Dessau       | Графство, Князівство, Герцогство                  | Німеччина | Саксонія-Ангальт              | 1000—1800 |
|   | Ангальт-Кетен      | Anhalt-Köthen       | Князівство, Герцогство                            | Німеччина | Саксонія-Ангальт              | 1000—1800 |
|   | Ангальт-Цербст     | Anhalt-Zerbst       | Князівство                                        | Німеччина | Саксонія-Ангальт              | 1000—1800 |
|   | Ангольт            | Anholt              | Панство                                           | Німеччина | Північний Рейн-Вестфалія      | 1000—1800 |
|   | Ансбах             | Ansbach             | Маркграфство, Князівство                          | Німеччина | Баварія                       | 1000—1800 |
|   | Аппенцелль         | Appenzell           | Союзна земля Zugewandter Ort, Eidgenössischer Ort | Швейцарія | Аппенцелль-Іннерроден, кантон | 1000—1800 |
|   | Аренберг           | Arenberg            | Панство, Графство, Герцогство                     | Німеччина | Нижня Саксонія                | 1000—1800 |
|   | Арнсберг           | Arnsberg            | Графство                                          | Німеччина | Північний Рейн-Вестфалія      | 1000—1800 |
|   | Артезія            | Artesien / Artois   | Графство                                          | Франція   | департамент Па-де-Кале        | 1000—1800 |
|   | Аугсбург           | Augsburg            | Князівство-єпископство Hochstift                  | Німеччина | Баварія                       | 1000—1800 |
|   | Аугсбург           | Augsburg            | Вільне імперське місто                            | Німеччина | Баварія                       | 1000—1800 |

## B
|  | Українською               | Німецькою                 | Тип                                                                             | Країна                                              | Регіон                                            |
|  | ------------------------- | ------------------------- | ------------------------------------------------------------------------------- | --------------------------------------------------- | ------------------------------------------------- |
|  | Баден                     | Baden                     | графство (1415—1798)                                                            | Швейцарія                                           | Ааргау, кантон                                    |
|  | Баден                     | Baden                     | маркграфство (1112—1803), князівство (1803—1806), велике герцогство (1112—1918) | Німеччина                                           | Баден-Вюртемберг                                  |
|  | Баден-Баден               | Baden-Baden               | маркграфство (1535—1771)                                                        | Німеччина                                           | Баден-Вюртемберг                                  |
|  | Баден-Дурлах              | Baden-Durlach             | маркграфство (1535—1771)                                                        | Німеччина                                           | Баден-Вюртемберг                                  |
|  | Бамберг                   | Bamberg                   | князь-єпископство (1245—1802)                                                   | Німеччина                                           | Баварія                                           |
|  | Бар                       | Bar                       | графство, герцогство                                                            | Франція                                             | Лотарингія, регіон                                |
|  | Барбі                     | Barby                     | імперське графство                                                              | Німеччина                                           | Саксонія-Ангальт                                  |
|  | Базель                    | Basel                     | Fürstbistum, Zugewandter Ort                                                    | Швейцарія, Німеччина                                | Базель-Штадт, кантон; Баден-Вюртемберг            |
|  | Базель                    | Basel                     | імперське місто, Zugewandter Ort, Eidgenössischer Ort                           | Швейцарія                                           | Базель-Штадт, кантон                              |
|  | Баварія                   | Bayern/Baiern             | герцогство                                                                      | Німеччина, Австрія                                  | Баварія                                           |
|  | Баварія-Інгольштадт       | Bayern-Ingolstadt         | герцогство                                                                      | Німеччина, Австрія                                  | Баварія                                           |
|  | Баварія-Ландшут           | Bayern-земляshut          | герцогство                                                                      | Німеччина, Австрія                                  | Баварія                                           |
|  | Баварія-Мюнхен            | Bayern-München            | герцогство                                                                      | Німеччина                                           | Баварія                                           |
|  | Баварія-Штраубінг         | Bayern-Straubing          | герцогство                                                                      | Німеччина                                           | Баварія                                           |
|  | Байройт                   | Bayreuth                  | Markgraftum, князівство                                                         | Німеччина                                           | Баварія                                           |
|  | Бентгайм                  | Bentheim                  | графство                                                                        | Німеччина                                           | Нижня Саксонія                                    |
|  | Берхтесгаден              | Berchtesgaden             | Fürstpropstei                                                                   | Німеччина                                           | Баварія                                           |
|  | Берг                      | Berg                      | графство, герцогство, Großherzogtum                                             | Німеччина                                           | Північний Рейн-Вестфалія                          |
|  | Берген фр. Монс           | Bergen                    | маркграфство                                                                    | Бельгія                                             | Ено, провінція                                    |
|  | Бергвайлер                | Bergweiler                | панство                                                                         | Німеччина                                           | Рейнланд-Пфальц                                   |
|  | Берн                      | Bern                      | імперське місто, Eidgenössischer Ort                                            | Швейцарія                                           | Берн, кантон                                      |
|  | Бойтен пол. Битом         | Beuthen                   | Minderherrschaft                                                                | Польща                                              | Сілезьке воєводство                               |
|  | Біберах-на-Рісі           | Biberach an der Riß       | імперське місто                                                                 | Німеччина                                           | Баден-Вюртемберг                                  |
|  | Біль фр. Бєн              | Biel/Bienne               | Zugewandter Ort                                                                 | Швейцарія                                           | Берн, кантон                                      |
|  | Бітбург                   | Bitburg                   | Propstei                                                                        | Німеччина                                           | Рейнланд-Пфальц                                   |
|  | Бланкенбург               | Blankenburg               | графство, Reichsfürstentum                                                      | Німеччина                                           | Саксонія-Ангальт, Нижня Саксонія                  |
|  | Богемія                   | Böhmen                    | герцогство, королівство                                                         | Чехія                                               | вся територія                                     |
|  | Брабант                   | Brabant                   | Gaugrafschaft, ландграфство, герцогство                                         | Нідерланди, Бельгія                                 | вся територія                                     |
|  | Брандербург               | Brandenburg               | маркграфство, курфюство, Provinz, земля                                         | Німеччина, Польща                                   | Бранденбург, Берлін, Мекленбург-Передня Померанія |
|  | Брандербург               | Brandenburg               | князь-єпископство                                                               | Німеччина                                           | Бранденбург                                       |
|  | Брауншвейг-Люнебург       | Braunschweig-Lüneburg     | герцогство                                                                      | Німеччина                                           | Нижня Саксонія, Шлезвіг-Гольштейн                 |
|  | Брауншвейг-Вольфенбюттель | Braunschweig-Wolfenbüttel | князівство                                                                      | Німеччина                                           | Нижня Саксонія, Саксонія-Ангальт                  |
|  | Бреда                     | Breda                     | панство                                                                         | Нідерланди                                          | Північний Брабант, провінція                      |
|  | Бремен                    | Bremen                    | князь-архієпископство, герцогство                                               | Німеччина                                           | Нижня Саксонія, Бремен                            |
|  | Бремен                    | Bremen                    | Freie імперське місто, земля                                                    | Німеччина                                           | Нижня Саксонія, Бремен                            |
|  | Бреслау пол. Вроцлав      | Breslau                   | герцогство                                                                      | Польща, Чехія, Німеччина                            | Нижньосілезьке воєводство                         |
|  | Бріг                      | Brieg                     | герцогство                                                                      | Німеччина, Чехія                                    |                                                   |
|  | Бріксен                   | Brixen                    | князь-єпископство                                                               | Італія, Австрія, Словенія                           |                                                   |
|  | Бухау                     | Buchau                    | Reichsstift                                                                     | Німеччина                                           | Баден-Вюртемберг                                  |
|  | Бургау                    | Burgau                    | маркграфство                                                                    | Німеччина                                           | Баварія                                           |
|  | Бургундія                 | Burgund                   | королівство, герцогство                                                         | Франція, Швейцарія, Італія                          |                                                   |
|  | Бургундія                 | Burgund                   | пфальцграфство                                                                  | Франція, Швейцарія, Бельгія, Люксембург, Нідерланди |                                                   |
|  | Бюрресгайм                | Bürresheim                | панство                                                                         | Німеччина                                           | Рейнланд-Пфальц                                   |

## C
|  | Українською | Німецькою | Тип                                      | Країна    | Регіон |
|  | ----------- | --------- | ---------------------------------------- | --------- | ------ |
|  | Каленберг   | Calenberg | князівство                               | Німеччина | DE-NI  |
|  | Калв        | Calw      | графство                                 | Німеччина | DE-BW  |
|  | Камбрай     | Cambrai   | князь-єпископство, князь-архієпископство | Франція   |        |
|  | Камрай      | Cambrai   | імперське місто                          | Франція   |        |
|  | Каммін      | Cammin    | князь-єпископство, князівство            | Польща    |        |
|  | Кастелль    | Castell   | графство                                 | Німеччина | DE-BY  |
|  | Хімзее      | Chiemsee  | князь-єпископство                        | Німеччина | DE-BY  |
|  | Хур         | Chur      | князь-єпископство                        | Швейцарія |        |
|  | Кобург      | Coburg    | князівство                               | Німеччина | DE-BY  |
|  | Кольмар     | Colmar    | імперське місто, Zehnstädtebund          | Франція   |        |
|  | Корвей      | Corvey    | імперське абатство, Fürstbistum          | Німеччина | DE-NW  |
|  |             |           |                                          |           |        |

## D
|  | Українською  | Німецькою    | Тип                        | Країна            | Регіон      |
|  | ------------ | ------------ | -------------------------- | ----------------- | ----------- |
|  | Дагштуль     | Dagstuhl     | панство                    | Німеччина         | DE-SL       |
|  | Даун         | Daun         | Amt                        | Німеччина         | DE-RP       |
|  | Дельменгорст | Delmenhorst  | графство                   | Німеччина         | DE-NI       |
|  | Діпгольц     | Diepholz     | графство                   | Німеччина         | DE-NI       |
|  | Діц          | Diez         | графство                   | Німеччина         | DE-RP DE-HE |
|  | Дінкельсбюль | Dinkelsbühl  | імперське місто            | Німеччина         | DE-BY       |
|  | Дізентіс     | Disentis     | імперське абатство         | Швейцарія         |             |
|  | Дітмаршен    | Dithmarschen | Bauernrepublik             | Німеччина         | DE-SH       |
|  | Донауверт    | Donauwörth   | імперське місто            | Німеччина         | DE-BY       |
|  | Дортмунд     | Dortmund     | імперське місто            | Німеччина         | DE-NW       |
|  | Дуйсбург     | Duisburg     | імперське місто            | Німеччина         | DE-NW       |
|  | Драй-Бюнде   | Drei Bünde   | Freistaat, Zugewandter Ort | Швейцарія, Італія |             |
|  | Дренте       | Drenthe      | графство                   | Нідерланди        |             |
|  |              |              |                            |                   |             |

## E
|  | Українською          | Німецькою           | Тип                                     | Країна                | Регіон       |
|  | -------------------- | ------------------- | --------------------------------------- | --------------------- | ------------ |
|  | Еберштайн            | Eberstein           | графство                                | Німеччина             | DE-BW        |
|  | Ехтернах             | Echternach          | імперське абатство                      | Німеччина, Люксембург | DE-RP        |
|  | Егерланд             | Egerland            | reichsunmittelbares Territorium         | Чехія                 |              |
|  | Айхштетт             | Eichstätt           | князь-єпископство                       | Німеччина             | DE-BY        |
|  | Айнзідельн           | Einsiedeln          | імперське абатство                      | Швейцарія             |              |
|  | Ельхінген            | Elchingen           | імперське абатство, Reichsstift         | Німеччина             | DE-BW, DE-BY |
|  | Ельльванген          | Ellwangen           | Fürstpropstei                           | Німеччина             | DE-BW        |
|  | Ельзасс              | Elsass              | ландграфство                            | Франція               |              |
|  | Ельзен               | Elsen               | панство                                 | Німеччина             | DE-NW        |
|  | Ельтен               | Elten               | Reichsstift                             | Німеччина             | DE-NW        |
|  | Енгельберг           | Engelberg           | абатство                                | Швейцарія             |              |
|  | Енггін               | Enghien             | панство                                 | Бельгія               |              |
|  | Еппштайн             | Eppstein            | панство                                 | Німеччина             | DE-HE        |
|  | Ербах                | Erbach              | панство, графство                       | Німеччина             | DE-HE        |
|  | Ерфурт               | Erfurt              | zeitw. імперське місто                  | Німеччина             | DE-TH        |
|  | Ессен                | Essen               | імперське абатство, Gefürstete абатство | Німеччина             | DE-NW        |
|  | Есслінген-на-Нескарі | Esslingen am Neckar | імперське місто                         | Німеччина             | DE-BW        |
|  |                      |                     |                                         |                       |              |

## F
|  | Українською          | Німецькою             | Тип                                                   | Країна                       | Регіон                     |
|  | -------------------- | --------------------- | ----------------------------------------------------- | ---------------------------- | -------------------------- |
|  | Фойхтванген          | Feuchtwangen          | імперське місто                                       | Німеччина                    | DE-BY                      |
|  | Фінштінген           | Finstingen            | панство                                               | Франція                      |                            |
|  | Фландерн             | Flandern              | графство                                              | Бельгія, Франція, Нідерланди |                            |
|  | Флоренція            | Florenz               | республіка                                            | Італія                       |                            |
|  | Формбах              | Formbach              | графство                                              | Німеччина                    | DE-BY                      |
|  | Франкен              | Franken               | герцогство                                            | Німеччина                    | DE-HE, DE-BW, DE-RP, DE-BY |
|  | Франкфурт            | Frankfurt             | імперське місто                                       | Німеччина                    | DE-HE                      |
|  | Фрайбург iм Брайсгау | Freiburg im Breisgau  | графство                                              | Німеччина                    | DE-BW                      |
|  | Фрайбург iм Іехтланд | Freiburg im Üechtland | імперське місто, Zugewandter Ort, Eidgenössischer Ort | Швейцарія                    |                            |
|  | Фрайсінг             | Freising              | князь-єпископство                                     | Німеччина                    | DE-BY                      |
|  | Фрідберг             | Friedberg             | Burggrafschaft                                        | Німеччина                    | DE-HE                      |
|  | Фрідберг             | Friedberg             | імперське місто                                       | Німеччина                    | DE-HE                      |
|  | Фрісланд             | Friesland             | земля, земляschaft                                    | Нідерланди                   |                            |
|  | Фріцлар              | Fritzlar              | князівство                                            | Німеччина                    | DE-HE                      |
|  | Фульда               | Fulda                 | абатство, імперське абатство, князь-єпископство       | Німеччина                    | DE-HE                      |
|  | Фульда і Корвей      | Fulda und Corvey      | князівство                                            | Німеччина                    | DE-HE, DE-NI               |
|  | Фюрштенберг          | Fürstenberg           | графство, князівство                                  | Німеччина                    | DE-BW                      |
|  |                      |                       |                                                       |                              |                            |

## G
|  | Українською | Німецькою   | Тип                           | Країна                | Регіон       |
|  | ----------- | ----------- | ----------------------------- | --------------------- | ------------ |
|  | Гандерсгайм | Gandersheim | Reichsstift                   | Німеччина             | DE-NI        |
|  | Гельдерн    | Geldern     | графство, герцогство          | Німеччина, Нідерланди | DE-NW        |
|  | Гемен       | Gemen       | панство                       | Німеччина             | DE-NW        |
|  | Генф        | Genf        | графство                      | Швейцарія, Франція    |              |
|  | Генф        | Genf        | Bistum                        | Швейцарія, Франція    |              |
|  | Генф        | Genf        | Stadt, Zugewandter Ort        | Швейцарія             |              |
|  | Генуя       | Genua       | республіка                    | Італія, Франція       |              |
|  | Гернроде    | Gernrode    | Frauenstift                   | Німеччина             | DE-ST        |
|  | Герзау      | Gersau      | республіка, Zugewandter Ort   | Швейцарія             |              |
|  | Гімборн     | Gimborn     | графство                      | Німеччина             | DE-NW        |
|  | Гларус      | Glarus      | Eidgenössischer Ort           | Швейцарія             |              |
|  | Глац        | Glatz       | графство                      | Німеччина, Чехія      |              |
|  | Глогау      | Glogau      | князівство, герцогство        | Польща                |              |
|  | Герліц      | Görlitz     | герцогство                    | Німеччина, Польща     | DE-SN, DE-BB |
|  | Герц        | Görz        | графство, Gefürstete графство | Італія, Швейцарія     |              |
|  | Гослар      | Goslar      | імперське місто               | Німеччина             | DE-NI        |
|  | Греєрц      | Greyerz     | графство                      | Швейцарія             |              |
|  |             |             |                               |                       |              |

## H
|  | Українською                    | Німецькою                        | Тип                               | Країна             | Регіон              |
|  | ------------------------------ | -------------------------------- | --------------------------------- | ------------------ | ------------------- |
|  | Гааг                           | Haag                             | графство                          | Німеччина          | DE-BY               |
|  | Гадельн                        | Hadeln                           | земля                             | Німеччина          | DE-NI               |
|  | Гадмерслебен                   | Hadmersleben                     | графство                          | Німеччина          | DE-ST               |
|  | Гагенау                        | Hagenau                          | імперське місто, Zehnstädtebund   | Франція            |                     |
|  | Гайгерльох                     | Haigerloch                       | панство                           | Німеччина          | DE-BW               |
|  | Гальберштадт                   | Halberstadt                      | князь-єпископство, князівство     | Німеччина          | DE-ST               |
|  | Гальс                          | Hals                             | графство                          | Німеччина          | DE-BY               |
|  | Гамбург                        | Hamburg                          | Freie імперське місто             | Німеччина          | DE-HH, DE-SH, DE-NI |
|  | Ганау                          | Hanau                            | графство, zuvor: панствоHanau     | Німеччина          | DE-HE               |
|  | Ганау-Ліхтенберг               | Hanau-Lichtenberg                | графство                          | Німеччина, Франція | DE-HE, DE-BW        |
|  | Ганау-Мюнценберг               | Hanau-Münzenberg                 | графство                          | Німеччина          | DE-HE               |
|  | Ганновер = Брауншвайг-Люнебург | Hannover = Braunschweig-Lüneburg | князівство, герцогство, курфюство | Німеччина          | DE-NI               |
|  | Гарлінгерланд                  | Harlingerland                    | земля                             | Німеччина          | DE-NI               |
|  | Гацфельд                       | Hatzfeld                         | панство                           | Німеччина          | DE-HE               |
|  | Гавельберг                     | Havelberg                        | князь-єпископство                 | Німеччина          | DE-BB, DE-ST        |
|  | Гайльбронн                     | Heilbronn                        | імперське місто                   | Німеччина          | DE-BW               |
|  | Гайлігенберг                   | Heiligenberg                     | графство, ландграфство            | Німеччина          | DE-BW               |
|  | Гельфенштайн                   | Helfenstein                      | графство                          | Німеччина          | DE-BW               |
|  | Геннеберг                      | Henneberg                        | графство                          | Німеччина          | DE-TH, DE-BY        |
|  | Геннегау                       | Hennegau                         | графство                          | Франція, Бельгія   |                     |
|  | Герфорд                        | Herford                          | імперське місто                   | Німеччина          | DE-NW               |
|  | Герсфельд                      | Hersfeld                         | імперське абатство, князівство    | Німеччина          | DE-HE               |
|  | Гессен                         | Hessen                           | ландграфство, курфюство           | Німеччина          | DE-HE               |
|  | Гессен-Дармштадт               | Hessen-Darmstadt                 | ландграфство                      | Німеччина          | DE-HE               |
|  | Гессен-Гомбург                 | Hessen-Homburg                   | ландграфство                      | Німеччина          | DE-HE               |
|  | Гессен-Кассель                 | Hessen-Kassel                    | ландграфство, курфюство           | Німеччина          | DE-HE               |
|  | Гессен-Марбург                 | Hessen-Marburg                   | ландграфство                      | Німеччина          | DE-HE               |
|  | Гессен-Ргайнфельс              | Hessen-Rheinfels                 | ландграфство                      | Німеччина          | DE-RP               |
|  | Гессен-Ванфрід                 | Hessen-Wanfried                  | ландграфство                      | Німеччина          | DE-HE               |
|  | Гільдесгайм                    | Hildesheim                       | князь-єпископство, князівство     | Німеччина          | DE-NI               |
|  | Гоерштген                      | Hoerstgen                        | панство                           | Німеччина          | DE-NW               |
|  | Гогенберг                      | Hohenberg                        | графство                          | Німеччина          | DE-BW               |
|  | Гогенльоге                     | Hohenlohe                        | графство, князівство              | Німеччина          | DE-BW, DE-BY        |
|  | Гогенвальдеск                  | Hohenwaldeck                     | графство                          | Німеччина          | DE-BY               |
|  | Гогенцольлерн-Гехінген         | Hohenzollern-Hechingen           | князівство                        | Німеччина          | DE-BW               |
|  | Гогенцольлерн-Зігмарінген      | Hohenzollern-Sigmaringen         | князівство                        | Німеччина          | DE-BW               |
|  | Гогнштайн                      | Hohnstein                        | графство                          | Німеччина          | DE-NI, DE-ST, DE-TH |
|  | Голландія                      | Holland                          | графство                          | Нідерланди         |                     |
|  | Гольштейн                      | Holstein                         | графство, герцогство              | Німеччина          | DE-SH, DE-HH        |
|  | Гомбург                        | Homburg                          | панство                           | Німеччина          | DE-NW               |
|  | Гоорн                          | Hoorn                            | графство                          | Нідерланди         |                     |
|  | Гоуа                           | Hoya                             | графство                          | Німеччина          | DE-NI               |
|  |                                |                                  |                                   |                    |                     |

## I
|  | Українською        | Німецькою       | Тип                         | Країна                              | Регіон       |
|  | ------------------ | --------------- | --------------------------- | ----------------------------------- | ------------ |
|  | Внутрігшня Австрія | Innerösterreich | ерцгерцогство/Statthalterei | Австрія, Словенія, Хорватія, Італія |              |
|  | Ізенбург           | Isenburg        | графство, князівство        | Німеччина                           | DE-HE, DE-RP |
|  | Iснy               | Isny            | імперське місто             | Німеччина                           | DE-BW        |
|  | Істрія             | Istrien         | маркграфство                | Словенія, Хорватія                  |              |
|  | Італія             | Italien         | королівство                 | Італія, Франція                     |              |
|  |                    |                 |                             |                                     |              |

## J
|  | Українською | Німецькою  | Тип                                | Країна                | Регіон       |
|  | ----------- | ---------- | ---------------------------------- | --------------------- | ------------ |
|  | Єгерндорф   | Jägerndorf | герцогство                         | Чехія                 |              |
|  | Яуер        | Jauer      | князівство                         | Польща                |              |
|  | Євер        | Jever      | панство                            | Німеччина             | DE-NI        |
|  | Юліх        | Jülich     | графство, маркграфство, герцогство | Німеччина, Нідерланди | DE-NW, DE-RP |
|  |             |            |                                    |                       |              |

## K
|  | Українською            | Німецькою              | Тип                             | Країна                         | Регіон       |
|  | ---------------------- | ---------------------- | ------------------------------- | ------------------------------ | ------------ |
|  | Кевернбург             | Kevernburg             | графство                        | Німеччина                      | DE-TH        |
|  | Кернтен                | Kärnten                | герцогство                      | Австрія, Італія, Словенія      |              |
|  | Каммеріх               | Kammerich              | князь-єпископство               | Франція                        |              |
|  | Каценельнбоген         | Katzenelnbogen         | графство                        | Німеччина                      | DE-HE, DE-RP |
|  | Кауфбойрен             | Kaufbeuren             | імперське місто                 | Німеччина                      | DE-BY        |
|  | Каузерсберг            | Kaysersberg            | імперське місто, Zehnstädtebund | Франція                        |              |
|  | Кегдінген              | Kehdingen              | земля                           | Німеччина                      | DE-NI        |
|  | Фюрштштіфт Кемптен     | Fürststift Kempten     | Gefürstete абатство             | Німеччина                      | DE-BY        |
|  | Кемптен                | Kempten                | імперське місто                 | Німеччина                      | DE-BY        |
|  | Клеве                  | Kleve                  | графство, герцогство            | Німеччина                      | DE-NW        |
|  | Кніфаузен              | Kniphausen             | панство                         | Німеччина                      | DE-NI        |
|  | Кенігзегг-Аулендорф    | Königsegg-Aulendorf    | графство                        | Німеччина                      | DE-BW        |
|  | Кенігзегг-Ротгенфельс  | Königsegg-Rothenfels   | графство                        | Німеччина                      | DE-BW        |
|  | Кельн                  | Köln                   | Erzbistum/курфюство             | Німеччина                      | DE-NW        |
|  | Кельн                  | Köln                   | імперське місто                 | Німеччина                      | DE-NW        |
|  | Констанц               | Konstanz               | князь-єпископство               | Німеччина, Швейцарія           | DE-BW        |
|  | Крайбург-Марквартштайн | Kraiburg-Marquartstein | графство                        | Німеччина                      | DE-BY        |
|  | Крайн                  | Krain                  | герцогство                      | Словенія                       |              |
|  | Кріхінген              | Kriechingen            | графство                        | Німеччина, Люксембург, Франція | DE-SL        |
|  | Кібург                 | Kyburg                 | графство                        | Швейцарія                      |              |
|  |                        |                        |                                 |                                |              |

## L
|  | Українською | Німецькою     | Тип                                                                        | Країна                         | Регіон              |
|  | ----------- | ------------- | -------------------------------------------------------------------------- | ------------------------------ | ------------------- |
|  | Ландсберг   | земляsberg    | Mark, князівство                                                           | Німеччина                      | DE-SN, DE-ST        |
|  | Ландскрон   | земляskron    | Reichsritter                                                               | Німеччина                      | DE-RP               |
|  | Лаузанне    | Lausanne      | князь-єпископство                                                          | Швейцарія                      |                     |
|  | Лебенау     | Lebenau       | графство                                                                   | Німеччина, Австрія             | DE-BY               |
|  | Лайнінген   | Leiningen     | графство, князівство                                                       | Німеччина                      | DE-RP, DE-BW, DE-HE |
|  | Лойхтенберг | Leuchtenberg  | ландграфство                                                               | Німеччина                      | DE-BY               |
|  | Лойткірх    | Leutkirch     | імперське місто                                                            | Німеччина                      | DE-BW               |
|  | Ліхтенберг  | Lichtenberg   | панство, графство                                                          | Франція                        |                     |
|  | Ліхтенштайн | Liechtenstein | князівство                                                                 | Ліхтенштейн                    |                     |
|  | Лігніц      | Liegnitz      | герцогство, князівство                                                     | Польща                         |                     |
|  | Лімбург     | Limburg       | герцогство                                                                 | Бельгія, Нідерланди            |                     |
|  | Лімбург     | Limburg       | графство                                                                   | Німеччина                      | DE-NW               |
|  | Лімпург     | Limpurg       | графство                                                                   | Німеччина                      | DE-BW               |
|  | Ліндау      | Lindau        | Reichskloster, Reichsstift                                                 | Німеччина                      | DE-BY               |
|  | Ліндау      | Lindau        | імперське місто                                                            | Німеччина                      | DE-BY               |
|  | Лінген      | Lingen        | графство                                                                   | Німеччина                      | DE-NI               |
|  | Ліппе       | Lippe         | графство, князівство                                                       | Німеччина                      | DE-NW, DE-NI        |
|  | Ліксгайм    | Lixheim       | князівство                                                                 | Франція                        |                     |
|  | Лорш        | Lorsch        | імперське абатство                                                         | Німеччина                      | DE-HE               |
|  | Лотгрінген  | Lothringen    | герцогство                                                                 | Німеччина, Франція             | DE-SL               |
|  | Любек       | Lübeck        | князь-єпископство: князь-єпископство Lübeck, князівство: князівство Lübeck | Німеччина                      | DE-SH               |
|  | Любек       | Lübeck        | імперське місто                                                            | Німеччина                      | DE-SH               |
|  | Лукка       | Lucca         | республіка                                                                 | Італія                         |                     |
|  | Люнебург    | Lüneburg      | князівство                                                                 | Німеччина                      | DE-NI               |
|  | Лупфен      | Lupfen        | графство                                                                   | Німеччина                      | DE-BW               |
|  | Люттіх      | Lüttich       | князь-єпископство                                                          | Бельгія                        |                     |
|  | Люцельштайн | Lützelstein   | графство                                                                   | Франція                        |                     |
|  | Люксембург  | Luxemburg     | графство, герцогство                                                       | Німеччина, Люксембург, Бельгія | DE-SL, DE-RP        |
|  | Луцерн      | Luzern        | Kloster, Stadt, Eidgenössischer Ort                                        | Швейцарія                      |                     |
|  |             |               |                                                                            |                                |                     |

## M
|  | Українською             | Німецькою               | Тип                                                  | Країна                                     | Регіон                                          |
|  | ----------------------- | ----------------------- | ---------------------------------------------------- | ------------------------------------------ | ----------------------------------------------- |
|  | Маден                   | Maden                   | графство                                             | Німеччина                                  | DE-HE                                           |
|  | Магдебург               | Magdeburg               | князь-архієпископство, герцогство                    | Німеччина                                  | DE-ST                                           |
|  | Мегрен                  | Mähren                  | маркграфство                                         | Чехія                                      |                                                 |
|  | Майланд                 | Mailand                 | герцогство                                           | Італія, Швейцарія                          |                                                 |
|  | Майнц                   | Mainz                   | князь-архієпископство                                | Німеччина                                  | DE-RP, DE-HE, DE-BY                             |
|  | Мандершайд              | Manderscheid            | Amt, панство, графство                               | Німеччина                                  | DE-RP                                           |
|  | Мансфельд               | Mansfeld                | графство                                             | Німеччина                                  | DE-ST                                           |
|  | Мантуя                  | Mantua                  | маркграфство, герцогство                             | Італія                                     |                                                 |
|  | Maрк                    | Mark                    | графство                                             | Німеччина                                  | DE-NW                                           |
|  | Мекленбург              | Mecklenburg             | князівство, герцогство (до 1701)                     | Німеччина                                  | DE-MV, DE-SH                                    |
|  | Мекленбург-Гюстров      | Mecklenburg-Güstrow     | герцогство (1520—1701)                               | Німеччина                                  | Мекленбург-Передня Померанія                    |
|  | Мекленбург-Шверін       | Mecklenburg-Schwerin    | герцогство(1701—1815) велике герцогство (1815—1918)  | Німеччина                                  | Мекленбург-Передня Померанія                    |
|  | Мекленбург-Штреліц      | Mecklenburg-Strelitz    | герцогство (1701—1815) велике герцогство (1815—1918) | Німеччина                                  | Мекленбург-Передня Померанія, Шлезвіг-Гольштейн |
|  | Майссен                 | Meißen                  | князь-єпископство                                    | Німеччина                                  | DE-SN                                           |
|  | Майссен                 | Meißen                  | маркграфство                                         | Німеччина                                  | DE-SN                                           |
|  | Меммінген               | Memmingen               | імперське місто                                      | Німеччина                                  | DE-BY                                           |
|  | Мерзебург               | Merseburg               | князь-єпископство                                    | Німеччина                                  | DE-ST                                           |
|  | Мец                     | Metz                    | князь-єпископство, Fürstbistum                       | Франція                                    |                                                 |
|  | Мец                     | Metz                    | імперське місто                                      | Франція                                    |                                                 |
|  | Міліч                   | Militsch                | Freie Standesherrschaft                              | Польща                                     |                                                 |
|  | Мінден                  | Minden                  | князь-єпископство                                    | Німеччина                                  | DE-NW                                           |
|  | Мінден                  | Minden                  | князівство                                           | Німеччина                                  | DE-NW                                           |
|  | Модена                  | Modena                  | герцогство                                           | Італія                                     |                                                 |
|  | Моерс                   | Moers                   | графство, князівство                                 | Німеччина                                  | DE-NW                                           |
|  | Мемпельгард             | Mömpelgard              | графство, імперське графство                         | Франція                                    |                                                 |
|  | Монтфорт                | Montfort                | графство                                             | Німеччина, Австрія, Швейцарія, Ліхтенштейн | DE-BY, DE-BW                                    |
|  | Мюгльгаузен             | Mühlhausen              | імперське місто                                      | Німеччина                                  | DE-TH                                           |
|  | Мюльгаузен              | Mülhausen               | імперське місто, Zehnstädtebund                      | Франція                                    |                                                 |
|  | Мюнстер                 | Münster                 | князь-єпископство                                    | Німеччина                                  | DE-NW, DE-NI                                    |
|  | Мюнстер iм Грегорінталь | Münster im Gregoriental | імперське абатство                                   | Франція                                    |                                                 |
|  | Мюнстер iм Грегорінталь | Münster im Gregoriental | імперське місто, Zehnstädtebund                      | Франція                                    |                                                 |
|  | Мюнстерберг             | Münsterberg             | герцогство                                           | Польща                                     |                                                 |
|  | Мурбах-Людерс           | Murbach-Lüders          | Gefürstete абатство                                  | Франція                                    |                                                 |
|  | Mурi                    | Muri                    | абатство                                             | Швейцарія                                  |                                                 |
|  |                         |                         |                                                      |                                            |                                                 |

## N
|  | Українською        | Німецькою         | Тип                                       | Країна                         | Регіон       |
|  | ------------------ | ----------------- | ----------------------------------------- | ------------------------------ | ------------ |
|  | Намур              | Namur             | графство                                  | Бельгія                        |              |
|  | Нассау             | Nassau            | графство, герцогство s. auch: Haus Nassau | Німеччина                      |              |
|  | Нассау-Дільленбург | Nassau-Dillenburg | графство                                  | Німеччина                      | DE-NW, DE-HE |
|  | Нассау-Оранія      | Nassau-Oranien    | князівство                                | Німеччина, Франція, Нідерланди |              |
|  | Нассау-Вайльбург   | Nassau-Weilburg   | графство                                  | Німеччина                      | DE-HE        |
|  | Наумбург           | Naumburg          | князь-єпископство                         | Німеччина                      |              |
|  | Найпперг           | Neipperg          | Ritterschaft                              | Німеччина                      | DE-BW        |
|  | Нейссе             | Neisse            | князівство                                | Німеччина                      |              |
|  | Нойбург            | Neuburg           | князівство                                | Німеччина                      |              |
|  | Нойбург-на-Інні    | Neuburg am Inn    | імперське графство                        | Німеччина                      | DE-BY        |
|  | Нойенбург          | Neuenburg         | графство, князівство                      | Швейцарія                      |              |
|  | Нойенагр           | Neuenahr          | графство                                  | Німеччина                      |              |
|  | Ноймарк            | Neumark           | Mark                                      | Польща                         |              |
|  | Нідербауерн        | Niederbayern      | герцогство                                | Німеччина                      |              |
|  | Нідерлаусіц        | Niederlausitz     | маркграфство                              | Німеччина                      |              |
|  | Нижня Австрія      | Niederösterreich  | ерцгерцогство/Statthalterei               | Австрія, Чехія                 |              |
|  | Нижня Сілезія      | Niederschlesien   | герцогство                                | Польща                         |              |
|  | Нітгерсі           | Nithersi          | später als Ittergau                       | Німеччина                      |              |
|  | Нордгаузен         | Nordhausen        | імперське місто                           | Німеччина                      |              |
|  | Нердлінген         | Nördlingen        | імперське місто                           | Німеччина                      |              |
|  | Нортгайм           | Northeim          | графство                                  | Німеччина                      |              |
|  | Нюрнберг           | Nürnberg          | Burggrafschaft                            | Німеччина                      | DE-BY        |
|  | Нюрнберг           | Nürnberg          | імперське місто                           | Німеччина                      | DE-BY        |
|  |                    |                   |                                           |                                |              |

## O
|  | Українською    | Німецькою       | Тип                                 | Країна                      | Регіон |
|  | -------------- | --------------- | ----------------------------------- | --------------------------- | ------ |
|  | Обербауерн     | Oberbayern      | герцогство                          | Німеччина                   | DE-BY  |
|  | Оберельзасс    | Oberelsass      | ландграфство, земляvogtei           | Франція                     |        |
|  | Оберлаусіц     | Oberlausitz     | маркграфство                        | Німеччина, Польща           | DE-SN  |
|  | Обернай        | Obernai         | імперське місто, Zehnstädtebund     | Франція                     |        |
|  | Оберештеррайх  | Oberösterreich  | ерцгерцогство/Statthalterei         | Австрія-/, Італія Німеччина |        |
|  | Оберпфальц     | Oberpfalz       | пфальцграфство                      | Німеччина                   | DE-BY  |
|  | Обершлезін     | Oberschlesien   | герцогство                          | Польща                      |        |
|  | Обершененфельд | Oberschönenfeld | абатство                            | Німеччина                   |        |
|  | Оельс          | Oels            | князівство, герцогство              | Польща                      |        |
|  | Оеттінген      | Oettingen       | графство, князівство                | Німеччина                   |        |
|  | Ольденбург     | Oldenburg       | графство, герцогство, Großherzogtum | Німеччина                   |        |
|  | Оппельн        | Oppeln          | герцогство                          | Польща                      |        |
|  | Оранін         | Oranien         | графство, князівство                | Франція                     |        |
|  | Орламюнде      | Orlamünde       | графство                            | Німеччина                   |        |
|  | Ортенбург      | Ortenburg       | графство                            | Австрія                     |        |
|  | Ортенбург      | Ortenburg       | імперське графство                  | Німеччина                   |        |
|  | Оснабрюск      | Osnabrück       | князь-єпископство                   | Німеччина                   | DE-NI  |
|  | Австрія        | Österreich      | Mark, [Erz-]герцогство              | Австрія, Чехія              |        |
|  | Остфрісланд    | Ostfriesland    | імперське графство, князівство      | Німеччина                   | DE-NI  |
|  |                |                 |                                     |                             |        |

## P
|  | Українською        | Німецькою         | Тип                                    | Країна                                              | Регіон                                    |
|  | ------------------ | ----------------- | -------------------------------------- | --------------------------------------------------- | ----------------------------------------- |
|  | Падерборн          | Paderborn         | князь-єпископство, Fürstbistum         | Німеччина                                           | DE-NW                                     |
|  | Пфальц             | Kurpfalz          | пфальцграфство, курфюство              | Німеччина                                           | DE-RP DE-BW                               |
|  | Пфальц-Нойбург     | Pfalz-Neuburg     | князівство, герцогство                 | Німеччина                                           | DE-BY                                     |
|  | Пфальц-Зіммерн     | Pfalz-Simmern     | герцогство                             | Німеччина                                           | DE-RP                                     |
|  | Пфальц-Цвайбрюскен | Pfalz-Zweibrücken | пфальцграфство, князівство, герцогство | Німеччина                                           | DE-RP                                     |
|  | Піомбіно           | Piombino          | місто-держава                          | Італія                                              |                                           |
|  | Піза               | Pisa              | республіка                             | Італія                                              |                                           |
|  | Плесс              | Pleß              | Freie Standesherrschaft                | Польща                                              |                                           |
|  | Померанія          | Pommern           | герцогство (1121—1637)                 | Німеччина, Польща                                   | Мекленбург-Передня Померанія, Бранденбург |
|  | Прігніц            | Prignitz          | земляschaft                            | Німеччина                                           | DE-BB                                     |
|  | Прованс            | Provence          | графство                               | Франція                                             |                                           |
|  | Прюм               | Prüm              | Fürstabtei                             | Німеччина, Франція, Бельгія, Нідерланди, Люксембург | DE-RP                                     |
|  |                    |                   |                                        |                                                     |                                           |

## Q
|  | Українською | Німецькою   | Тип         | Країна    | Регіон |
|  | ----------- | ----------- | ----------- | --------- | ------ |
|  | Кведлінбург | Quedlinburg | Frauenstift | Німеччина | DE-ST  |
|  | Кверфурт    | Querfurt    | панство     | Німеччина | DE-ST  |
|  |             |             |             |           |        |

## R
|  | Українською           | Німецькою                | Тип                                      | Країна        | Регіон       |
|  | --------------------- | ------------------------ | ---------------------------------------- | ------------- | ------------ |
|  | Ранцау                | Rantzau                  | графство                                 | Німеччина     | DE-SH        |
|  | Ратібор               | Ratibor                  | герцогство                               | Польща, Чехія |              |
|  | Рацебург              | Ratzeburg                | графство, Fürstbistum, князівство, земля | Німеччина     | DE-MV, DE-SH |
|  | Равенсберг            | Ravensberg               | графство                                 | Німеччина     | DE-NW        |
|  | Равенсбург            | Ravensburg               | імперське місто                          | Німеччина     |              |
|  | Реклінггаузен         | Recklinghausen           | Vest                                     | Німеччина     | DE-NW        |
|  | Регенсбург            | Regensburg               | князь-єпископство                        | Німеччина     | DE-BY        |
|  | Регенсбург            | Regensburg               | імперське місто                          | Німеччина     | DE-BY        |
|  | Регенштайн            | Regenstein               | графство                                 | Німеччина     | DE-BW        |
|  | Райхенау              | Reichenau                | kgl. Kloster                             | Німеччина     | DE-TH        |
|  | Ройсс-Еберсдорф       | Reuß-Ebersdorf           | графство                                 | Німеччина     | DE-TH        |
|  | Ройсс-Гера            | Reuß-Gera                | графство, панство                        | Німеччина     | DE-TH        |
|  | Ройсс-Оберграйц       | Reuß-Obergreiz           | графство, князівство, панство            | Німеччина     | DE-TH        |
|  | Ройсс-Унтерграйц      | Reuß-Untergreiz          | графство, князівство, панство            | Німеччина     | DE-TH        |
|  | Ройсс-Лобенштайн      | Reuß-Lobenstein          | графство, князівство, панство            | Німеччина     | DE-TH        |
|  | Ройсс-Шлайц           | Reuß-Schleiz             | графство, князівство, панство            | Німеччина     | DE-TH        |
|  | Ройтлінген            | Reutlingen               | імперське місто                          | Німеччина     | DE-BW        |
|  | Райнграфшафт          | Rheingrafschaft          | графство                                 | Німеччина     |              |
|  | Рідезель цу Айзенбах  | Riedesel zu Eisenbach    | панство                                  | Німеччина     |              |
|  | Рінек                 | Rieneck                  | графство                                 | Німеччина     |              |
|  | Рітберг               | Rietberg                 | графство                                 | Німеччина     |              |
|  | Роггенбург            | Roggenburg               | Reichsstift, імперське абатство          | Німеччина     |              |
|  | Росгайм               | Rosheim                  | імперське місто, Zehnstädtebund          | Франція       |              |
|  | Росток                | Rostock                  | князівство                               | Німеччина     | DE-MV        |
|  | Ротгенбург-на-Таубері | Rothenburg ob der Tauber | імперське місто                          | Німеччина     |              |
|  | Роттвайль             | Rottweil                 | імперське місто                          | Німеччина     |              |
|  | Рюген                 | Rügen                    | князівство                               | Німеччина     | DE-MV        |
|  | Рункель               | Runkel                   | панство                                  | Німеччина     |              |
|  | Руппін                | Ruppin                   | панство, графство                        | Німеччина     |              |
|  | Рюштрінген            | Rüstringen               | земля                                    | Німеччина     | Jever DE     |
|  |                       |                          |                                          |               |              |

## S
|  | Українською                    | Німецькою                   | Тип                                              | Країна                                     | Регіон       |
|  | ------------------------------ | --------------------------- | ------------------------------------------------ | ------------------------------------------ | ------------ |
|  | Заарбрюкен                     | Saarbrücken                 | графство                                         | Німеччина                                  |              |
|  | Заарверден                     | Saarwerden                  | графство                                         | Німеччина                                  |              |
|  | Саксонія                       | Sachsen                     | герцогство                                       | Німеччина                                  |              |
|  | Саксонія                       | Sachsen                     | курфюство                                        | Німеччина                                  |              |
|  | Саксонія-Альтенбург            | Sachsen-Altenburg           | герцогство                                       | Німеччина                                  |              |
|  | Саксонія-Кобург                | Sachsen-Coburg              | князівство                                       | Німеччина                                  | DE-BY        |
|  | Саксонія-Кобург і Готта        | Sachsen-Coburg und Gotha    | герцогство                                       | Німеччина                                  |              |
|  | Саксонія-Айзенах               | Sachsen-Eisenach            | князівство                                       | Німеччина                                  |              |
|  | Саксонія-Айзенберг             | Sachsen-Eisenberg           | князівство                                       | Німеччина                                  |              |
|  | Саксонія-Готта                 | Sachsen-Gotha               | герцогство                                       | Німеччина                                  | DE-TH        |
|  | Саксонія-Гільдбурггаузен       | Sachsen-Hildburghausen      | герцогство                                       | Німеччина                                  | DE-TH        |
|  | Саксонія-Лауенбург             | Sachsen-Lauenburg           | герцогство                                       | Німеччина                                  | DE-SH, DE-NI |
|  | Саксонія-Майнінген             | Sachsen-Meiningen           | герцогство                                       | Німеччина                                  |              |
|  | Саксонія-Мерзебург             | Sachsen-Merseburg           | герцогство                                       | Німеччина                                  |              |
|  | Саксонія-Ремгільд              | Sachsen-Römhild             | герцогство                                       | Німеччина                                  |              |
|  | Саксонія-Кверфурт              | Sachsen-Querfurt            | князівство                                       | Німеччина                                  | DE-ST        |
|  | Саксонія-Заальфельд            | Sachsen-Saalfeld            | герцогство                                       | Німеччина                                  |              |
|  | Саксонія-Ваймар                | Sachsen-Weimar              | герцогство                                       | Німеччина                                  | DE-TH        |
|  | Саксонія-Ваймар-Айзенах        | Sachsen-Weimar-Eisenach     | герцогство                                       | Німеччина                                  | DE-TH        |
|  | Саксонія-Вайссенфельс-Кверфурт | Sachsen-Weißenfels-Querfurt | герцогство                                       | Німеччина                                  | DE-SN, DE-ST |
|  | Саксонія-Віттенберг            | Sachsen-Wittenberg          | герцогство                                       | Німеччина                                  | DE-ST        |
|  | Саксонія-Цайц                  | Sachsen-Zeitz               | герцогство                                       | Німеччина                                  | DE-ST        |
|  | Заган                          | Sagan                       | герцогство                                       | Німеччина, Чехія, Польща                   |              |
|  | Залем                          | Salem                       | абатство, Reichsstift                            | Німеччина                                  | DE-BW        |
|  | Зальм                          | Salm                        | графство, князівство, siehe auch князівство Salm | Німеччина, Бельгія, Люксембург, Франція    | DE-NW        |
|  | Зальцбург                      | Salzburg                    | князь-архієпископство                            | Німеччина, Австрія                         | DE-BY        |
|  | Занкт Галлен                   | Sankt Gallen                | імперське абатство, Zugewandter Ort              | Швейцарія                                  |              |
|  | Занкт Галлен                   | Sankt Gallen                | імперське місто, Zugewandter                     | Швейцарія                                  |              |
|  | Занкт Maксiмiн                 | Sankt Maximin               | імперське абатство                               | Німеччина                                  | DE-RP        |
|  | Савоя                          | Savoyen                     | графство, герцогство                             | Франція, Італія, Швейцарія                 |              |
|  | Заун-Віттгенштайн              | Sayn-Wittgenstein           | графство                                         | Німеччина                                  | DE-NW        |
|  | Заун-Гахенбург                 | Sayn-Hachenburg             | графство                                         | Німеччина                                  | DE-RP        |
|  | Шаффгаузен                     | Schaffhausen                | імперське місто, Eidgenössischer Ort             | Швейцарія                                  |              |
|  | Шаумбург                       | Schaumburg                  | графство                                         | Німеччина                                  | DE-NI        |
|  | Шаумбург-Ліппе                 | Schaumburg-Lippe            | графство, князівство                             | Німеччина                                  | DE-NI        |
|  | Шелленберг                     | Schellenberg                | панство                                          | Ліхтенштейн                                |              |
|  | Шенкен вон Лімпург             | Schenken von Limpurg        | графство                                         | Німеччина                                  | DE-BW        |
|  | Сілезія                        | Schlesien                   | герцогство                                       | Німеччина, Чехія, Польща                   | DE-SN        |
|  | Шлеттштадт                     | Schlettstadt                | імперське місто, Zehnstädtebund                  | Франція                                    |              |
|  | Шмалькальден                   | Schmalkalden                | панство                                          | Німеччина                                  | DE-TH        |
|  | Шенбург                        | Schönburg                   | панство, графство                                | Німеччина                                  | DE-ST        |
|  | Швабія                         | Schwaben                    | герцогство                                       | Німеччина, Швейцарія, Ліхтенштейн, Австрія | DE-BW DE-BY  |
|  | Швебіш Гмюнд                   | Schwäbisch Gmünd            | імперське місто                                  | Німеччина                                  | DE-BW        |
|  | Швебіш Гальль                  | Schwäbisch Hall             | імперське місто                                  | Німеччина                                  | DE-BW        |
|  | Шваленберг                     | Schwalenberg                | графство                                         | Німеччина                                  | DE-NW, DE-HE |
|  | Шварцбург                      | Schwarzburg                 | графство, князівство                             | Німеччина                                  | DE-TH        |
|  | Шварцбург-Рудольштадт          | Schwarzburg-Rudolstadt      | графство, князівство                             | Німеччина                                  | DE-TH        |
|  | Шварцбург-Зондерсгаузен        | Schwarzburg-Sondershausen   | графство, князівство                             | Німеччина                                  | DE-TH        |
|  | Швайдніц                       | Schweidnitz                 | князівство                                       | Польща                                     |              |
|  | Швайнфурт                      | Schweinfurt                 | імперське місто                                  | Німеччина                                  | DE-BY        |
|  | Швейцарія                      | Schweiz                     | Eidgenossenschaft                                | Швейцарія                                  |              |
|  | Шверін                         | Schwerin                    | графство                                         | Німеччина                                  | DE-MV        |
|  | Шверін                         | Schwerin                    | князь-єпископство, князівство                    | Німеччина                                  |              |
|  | Швіц                           | Schwyz                      | Eidgenössischer Ort                              | Швейцарія                                  |              |
|  | Зееланд                        | Seeland                     | графство                                         | Нідерланди                                 |              |
|  | Сієна                          | Siena                       | республіка                                       | Італія                                     |              |
|  | Зігмарінген                    | Sigmaringen                 | графство                                         | Німеччина                                  | DE-BW        |
|  | Зіттен                         | Sitten                      | князь-єпископство                                | Швейцарія                                  |              |
|  | Зоешт                          | Soest                       | Freie Stadt                                      | Німеччина                                  | DE-NW        |
|  | Зольмс                         | Solms                       | панство, графство                                | Німеччина                                  |              |
|  | Зольотгурн                     | Solothurn                   | імперське місто, Eidgenössischer Ort             | Швейцарія                                  |              |
|  | Шпеєр                          | Speyer                      | князь-єпископство                                | Німеччина                                  | DE-RP DE-BW  |
|  | Шпеєр                          | Speyer                      | Freie імперське місто                            | Німеччина                                  | DE-RP        |
|  | Шпонгайм                       | Sponheim                    | графство                                         | Німеччина                                  | DE-RP        |
|  | Штабло-Мальмеді                | Stablo-Malmedy              | імперське абатство                               | Німеччина, Бельгія                         | DE-RP        |
|  | Штаргард                       | Stargard                    | панство, земля                                   | Німеччина                                  | DE-MV        |
|  | Штедінген                      | Stedingen                   | земляschaft, Freie Bauerngemeinde                | Німеччина                                  | DE-NI        |
|  | Штайермарк                     | Steiermark                  | герцогство                                       | Австрія, Словенія                          |              |
|  | Штайн                          | Stein                       | панство                                          | Німеччина                                  | DE-RP        |
|  | Штайнфурт                      | Steinfurt                   | панство, графство                                | Німеччина                                  | DE-NW        |
|  | Штеттін                        | Stettin                     | герцогство                                       | Німеччина, Польща                          | DE-MV        |
|  | Штольберг (графство)           | Stolberg                    | графство                                         | Німеччина                                  | DE-ST, DE-TH |
|  | Штормарн                       | Stormarn                    | земляschaft                                      | Німеччина                                  | DE-SH, DE-HA |
|  | Страссбург                     | Straßburg                   | князь-єпископство                                | Франція                                    |              |
|  | Страссбург                     | Straßburg                   | Freie імперське місто                            | Франція                                    |              |
|  | Зундгау                        | Sundgau                     | графство                                         | Франція                                    |              |
|  |                                |                             |                                                  |                                            |              |

## T
|  | Українською | Німецькою   | Тип                                                   | Країна                         | Регіон |
|  | ----------- | ----------- | ----------------------------------------------------- | ------------------------------ | ------ |
|  | Тарашп      | Tarasp      | панство                                               | Швейцарія                      |        |
|  | Тек         | Teck        | герцогство                                            | Німеччина                      |        |
|  | Текленбург  | Tecklenburg | графство                                              | Німеччина                      |        |
|  | Тургау      | Thurgau     | ландграфство, панство                                 | Швейцарія                      |        |
|  | Тюрингія    | Thüringen   | ландграфство                                          | Німеччина                      |        |
|  | Tiрoль      | Tirol       | графство, Gefürstete графство                         | Австрія, Італія                |        |
|  | Тоггенбург  | Toggenburg  | графство                                              | Швейцарія                      |        |
|  | Туль (Tull) | Toul        | князь-єпископство                                     | Франція                        |        |
|  | Туль (Tull) | Toul        | імперське місто                                       | Франція                        |        |
|  | Трієнт      | Trient      | князь-єпископство                                     | Італія                         |        |
|  | Трір        | Trier       | князь-архієпископство, Erzbistum, курфюство, Kurstaat | Німеччина, Франція, Люксембург |        |
|  | Трієст      | Triest      | Stadt                                                 | Італія                         |        |
|  | Троппау     | Troppau     | князівство                                            | Чехія, Польща                  |        |
|  | Тюбінген    | Tübingen    | графство, пфальцграфство                              | Німеччина                      |        |
|  | Туркгайм    | Turckheim   | імперське місто, Zehnstädtebund                       | Франція                        |        |
|  |             |             |                                                       |                                |        |

## U
|  | Українською  | Німецькою   | Тип                             | Країна     | Регіон |
|  | ------------ | ----------- | ------------------------------- | ---------- | ------ |
|  | Іберлінген   | Überlingen  | імперське місто                 | Німеччина  |        |
|  | Ульм         | Ulm         | імперське місто                 | Німеччина  |        |
|  | Унтервальден | Unterwalden | Eidgenössischer Ort             | Швейцарія  |        |
|  | Урах         | Urach       | графство                        | Німеччина  | DE-BW  |
|  | Урсберг      | Ursberg     | Reichsstift, імперське абатство | Німеччина  |        |
|  | Утрехт       | Utrecht     | князь-єпископство               | Нідерланди |        |
|  | Уцнах        | Uznach      | графство                        | Швейцарія  |        |
|  |              |             |                                 |            |        |

## V
|  | Українською         | Німецькою  | Тип                                       | Країна                | Регіон            |
|  | ------------------- | ---------- | ----------------------------------------- | --------------------- | ----------------- |
|  | Вадуц               | Vaduz      | графство                                  | Ліхтенштейн           |                   |
|  | Фельденц            | Veldenz    | графство, князівство                      | Німеччина             | DE-RP             |
|  | Ферден              | Verden     | князь-єпископство, князівство, герцогство | Німеччина             | DE-NI             |
|  | Вердун / фр. Верден | Verdun     | князь-єпископство                         | Франція               |                   |
|  | Вердун / фр. Верден | Verdun     | імперське місто                           | Франція               |                   |
|  | Верона              | Verona     | маркграфство                              | Італія                |                   |
|  | Віанден             | Vianden    | графство                                  | Німеччина, Люксембург | DE-RP             |
|  | Фірнебур            | Virneburg  | графство                                  | Німеччина             | DE-RP             |
|  | Фогтланд            | Vogtland   | Reichsland                                | Німеччина             | DE-SN DE-TH DE-BY |
|  | Форарльберг         | Vorarlberg | земляvogtei                               | Австрія               |                   |
|  |                     |            |                                           |                       |                   |

## W
|  | Українською             | Німецькою                 | Тип                               | Країна    | Регіон       |
|  | ----------------------- | ------------------------- | --------------------------------- | --------- | ------------ |
|  | Ваадт                   | Waadt                     | панство                           | Швейцарія |              |
|  | Вальдбург               | Waldburg                  | панство, графство                 | Німеччина |              |
|  | Вальдек                 | Waldeck                   | графство, князівство              | Німеччина | DE-HE        |
|  | Вальдек                 | Waldeck                   | панство                           | Німеччина | DE-RP        |
|  | Вальдек                 | Waldeck                   | панство                           | Німеччина | DE-BY        |
|  | Вальдек                 | Waldeck                   | панство                           | Німеччина | DE-BW        |
|  | Валліс                  | Wallis                    | Zugewandter Ort                   | Швейцарія |              |
|  | Ванген                  | Wangen                    | імперське місто                   | Німеччина | DE-BY        |
|  | Вартенберг / пл. Сицув  | Wartenberg                | Freie Standesherrschaft           | Польща    |              |
|  | Вайльнау                | Weilnau                   | графство                          | Німеччина |              |
|  | Ваймар                  | Weimar                    | графство                          | Німеччина |              |
|  | Ваймар-Орламюнде        | Weimar-Orlamünde          | графство                          | Німеччина |              |
|  | Вайнгартен              | Weingarten                | Reichsstift, імперське абатство   | Німеччина |              |
|  | Вайссенау               | Weißenau                  | Reichsstift, імперське абатство   | Німеччина |              |
|  | Вайссенбург             | Weißenburg                | імперське місто                   | Німеччина | DE-BY        |
|  | Вайссенбург             | Weißenburg                | імперське місто, Zehnstädtebund   | Франція   |              |
|  | Вайссенбург             | Weißenburg                | Fürstpropstei                     | Франція   |              |
|  | Верден                  | Werden                    | імперське абатство                | Німеччина |              |
|  | Верденберг              | Werdenberg                | графство                          | Швейцарія |              |
|  | Верденфельс             | Werdenfels                | графство                          | Німеччина |              |
|  | Верле                   | Werle                     | панство, князівство               | Німеччина |              |
|  | Вештербург              | Westerburg                | панство                           | Німеччина | DE-RP        |
|  | Вестфалія               | Westfalen                 | герцогство, Nebenland von Kurköln | Німеччина | DE-NW, DE-HE |
|  | Веттенгаузен            | Wettenhausen              | Reichsstift, імперське абатство   | Німеччина |              |
|  | Вецлар                  | Wetzlar                   | імперське місто                   | Німеччина | DE-HE        |
|  | Від                     | Wied                      | графство, князівство              | Німеччина | DE-RP        |
|  | Віттгенштайн            | Wittgenstein              | графство                          | Німеччина | DE-NW        |
|  | Вільд-Рейнське графство | Wild- und Rheingrafschaft | графство                          | Німеччина | DE-RP        |
|  | Вормс                   | Worms                     | князь-єпископство                 | Німеччина | DE-RP        |
|  | Вормс                   | Worms                     | імперське місто                   | Німеччина | DE-RP        |
|  | Вюрттемберг             | Württemberg               | герцогство, курфюство             | Німеччина | DE-BW        |
|  | Вурштен                 | Wursten                   | земля                             | Німеччина |              |
|  | Вюрцбург                | Würzburg                  | князь-єпископство                 | Німеччина | DE-BY        |
|  |                         |                           |                                   |           |              |

## Z
|  | Українською     | Німецькою          | Тип                                  | Країна             | Регіон                    |
|  | --------------- | ------------------ | ------------------------------------ | ------------------ | ------------------------- |
|  | Цігенгайн       | Ziegenhain         | графство (1144—1866)                 | Німеччина          | Гессен                    |
|  | Цуг             | Zug                | Eidgenössischer Ort                  | Швейцарія          |                           |
|  | Цюріх           | Zürich             | імперське місто, Eidgenössischer Ort | Німеччина          |                           |
|  | Цвайбрюкен      | Zweibrücken        | графство (1182—1394)                 | Німеччина, Франція | Саарланд, Рейнланд-Пфальц |
|  | Цвайбрюскен-Біч | Zweibrücken-Bitsch | графство (1286—1570)                 | Німеччина, Франція | Саарланд, Рейнланд-Пфальц |
|  | Цвіфальтен      | Zwiefalten         | абатство, імперське абатство         | Німеччина          | Баден-Вюртемберг          |